# François Roeser
François Roeser (Ciutat de Luxemburg, 18 de setembre de 1754 - 13 de març de 1827) va ser un polític luxemburguès. Va ocupar el càrrec com a alcalde de la ciutat de Luxemburg durant tres mandats el 1797, 1816 i del 1823 al 1827.